# Cosmosoma demantria
Cosmosoma demantria är en fjärilsart som beskrevs av Druce 1895. Cosmosoma demantria ingår i släktet Cosmosoma och familjen björnspinnare. Inga underarter finns listade i Catalogue of Life.